# Èlia Bastida

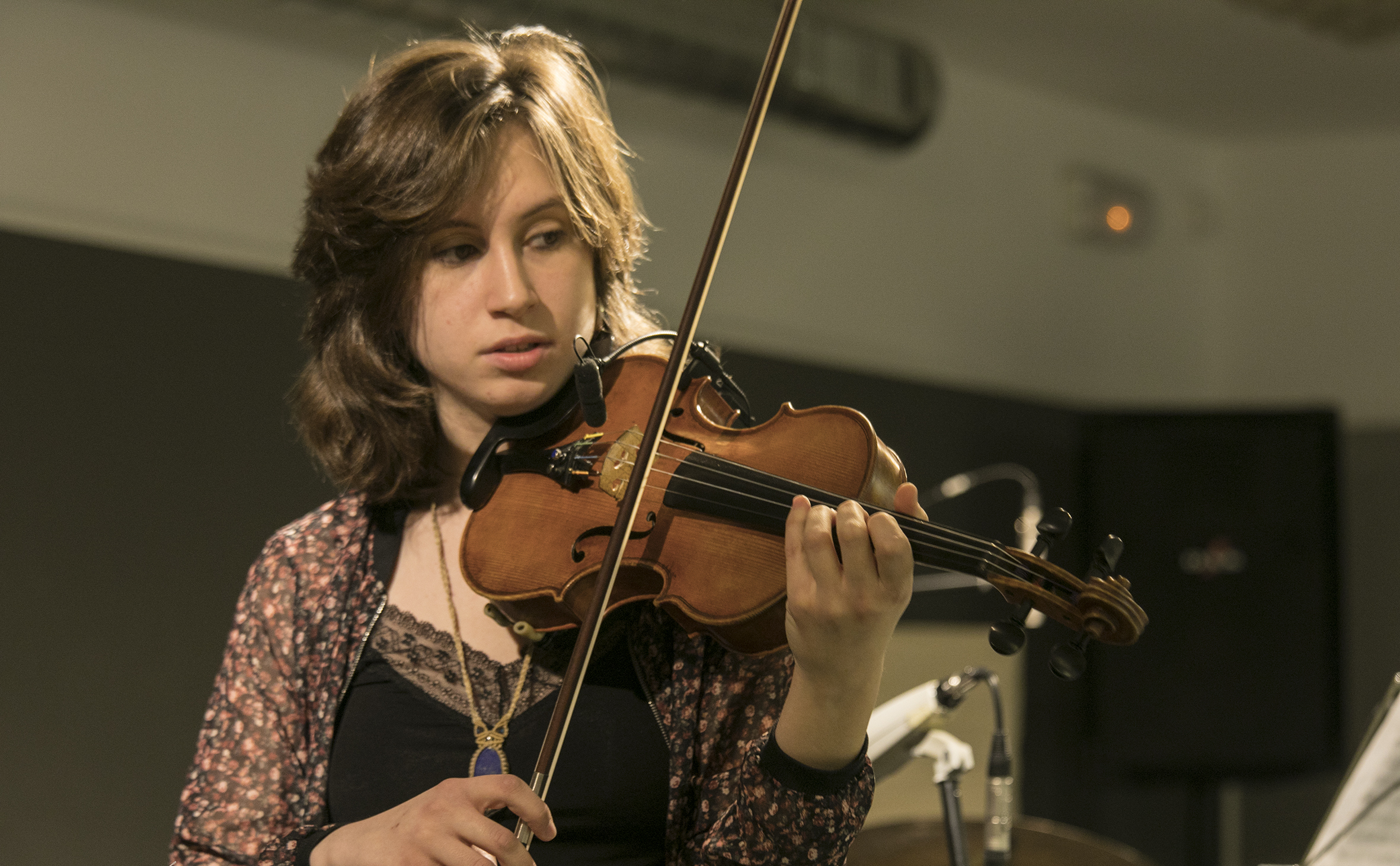
Èlia Bastida (2017)

Èlia Bastida Gibert (* 1995 in Barcelona) ist eine spanische Jazzgeigerin, Saxophonistin und Sängerin.

## Schulausbildung
Bastida lernte ab dem Alter von 4 Jahren klassische Geige. Sie besuchte im Rahmen ihrer Schullaufbahn das Musikgymnasium IEA Oriol Martorell, wo sie klassische Geige studierte und Andrea Motis kennenlernte. Sie schloss ihre formale Ausbildung mit einem Bachelor-Abschluss in Jazzvioline an der Escola Superior de Música de Catalunya ab.

## Wirken im Jazz
2012, mit 17 Jahren, trat sie der Sant Andreu Jazz Band unter der Leitung von Joan Chamorro bei, nachdem sie sich auf Vorschlag von Chamorro den Violinpart von Pretty Trix (Joe Venuti) erarbeitet hatte. Sie trug später musikalisch auch am Tenorsaxophon bei und übernahm gelegentlich die Rolle der Lead- und Begleitsängerin in der Band, zum Beispiel auf dem Album Joan Chamorro presenta La Màgica de la Veu & Jazz Ensemble (2016).
Bastida veröffentlichte ihre Debüt-CD im Rahmen der Reihe Joan Chamorro presenta… im Jahr 2017.
Eine Aufnahme von Chamorros New Quartet, bestehend aus Bastida, Chamorro (b), Alba Armengou (tp/voc) und Carla Motis (g), mit Saxophonist Scott Hamilton beim Barcelona Jazz Festival 2019 wurde auf der Live-CD Joan Chamorro New Quartet & Scott Hamilton veröffentlicht. Die langjährige Zusammenarbeit von Bastida und Hamilton mündete 2021 in dem Album Elia Bastida Meets Scott Hamilton. Bastida erarbeitete mit der Sängerin/Pianistin Carolina Alabau aus Barcelona das Programm und Album Meraki, zu dem Bengt-Ove Boström schreibt, es löse beim Hören Gefühle von Glück und Überraschung aus; die Musik sei mit „gefühlvoller Aufrichtigkeit“ entstanden. Sie ist Mitglied des HalliGalli Quartetts, dem auch der Geiger Christoph Mallinger angehört.
Nach ihrem offiziellen Ausscheiden aus der Sant Andreu Jazz Band wirkt Bastida weiterhin an Projekten von Chamorro mit. So hat sie an Konzertreisen nach Dänemark
und Indien
teilgenommen.

## Lehrtätigkeit
Bastida gibt Jazzviolinunterricht an der Musikschule AULA7 in Barcelona. Aus ihrem Erfahrungsschatz ist ein Buch über Jazz-Violin-Methodik entstanden, Swing with your Violin, welches sich an Streicher richtet, die in die Welt des Jazz einsteigen möchten.

## Diskografie (Auswahl)

### Als Jazzsolistin
- Joan Chamorro presenta Èlia Bastida (2017; Jazz to Jazz)
- The Magic Sound of the Violin (2019; Jazz to Jazz, mit dem Joan Chamorro Quartet sowie Scott Hamilton)
- Joan Chamorro New Quartet & Scott Hamilton (2020; Jazz to Jazz)
- Èlia Bastida meets Scott Hamilton & Joan Chamorro Trio (2021; Jazz to Jazz)
- Carolina Alabau & Èlia Bastida: Meraki (2021; Adept; mit March Lopez, Brandon Atwell, Joan Chamorro, Sergio Krakowski)
- Tribute to Stéphane Grappelli (2022; Jazz to Jazz; mit Josep Traver, Joan Chamorro, Arnau Julià)

### Als Mitwirkende bei klassischer Musik
- Eduard Iniesta: Escampa la boira (2013; Temps TR1394-GE13)
- Alex Vicens: Mattinata (2014; Aglae AMC103 02)

## Schriften
Èlia Bastida Gibert: Swing with your Violin. Editorial Boileau, 2022, ISBN 978-84-17199-80-7 (spanisch, eliabastida.com).